# NGC 5944
NGC 5944 est une lointaine galaxie spirale située dans la constellation du Serpent. Sa vitesse par rapport au fond diffus cosmologique est de 10 268 ± 11 km/s, ce qui correspond à une distance de Hubble de 151 ± 11 Mpc (∼493 millions d'al). NGC 5944 a été découverte par l'astronome américain Lewis Swift en 1887.

## Groupe compact de Hickson 76

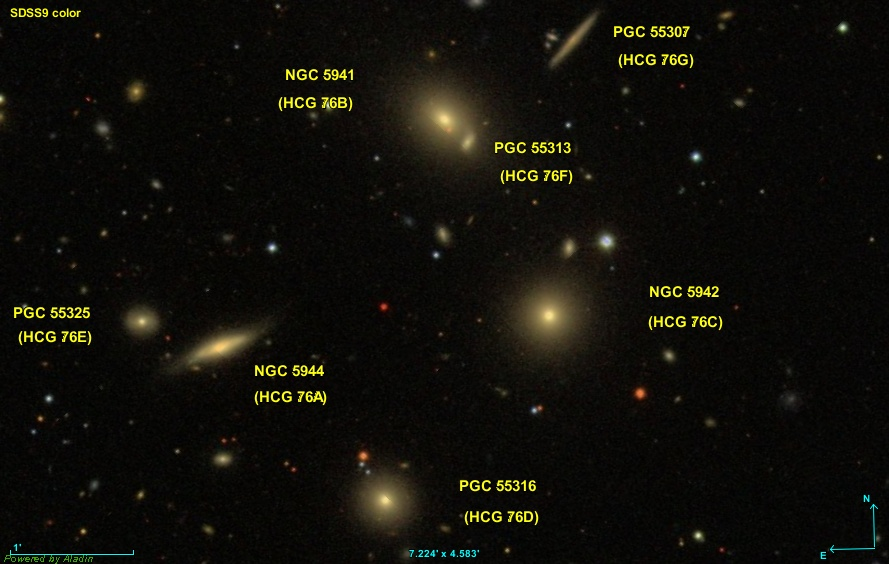
Les sept galaxies du groupe compact de Hickson 76.

NGC 5944 fait partie du groupe compact de Hickson 76 (HCG 76B). Ce groupe de galaxies comprend sept membres. Les six autres galaxies du groupe sont NGC 5941 (HCG 76B), NGC 5942 (HCG 76C), PGC 55316 (HCG 76D), PGC 55325 (HCG 76E), PGC 55313 (HCG 76F) et PGC 55307 (HCG 76G).
Il n'y avait que cinq galaxies dans la publication originale de l'astronome britanico-canadien Paul Hickson. Les galaxies HCG 76F et HCG 76G ont été ajoutées au groupe en 2009 par Reiner Vogel. 